# 보디빌딩 보충제
보디빌딩 보충제(영어: bodybuilding supplement)는 제지방량의 증가를 촉진할 목적으로 보디빌딩, 역도, 종합 격투기 및 운동 경기에 관련된 사람들이 일반적으로 사용하는 식이 보충제이다. 보디빌딩 보충제에는 사람의 근육, 체중, 운동 능력을 증가시키고 원하는 근육 정의를 위해 사람의 체지방 비율을 감소시키는 것으로 광고되는 성분이 포함될 수 있다. 가장 널리 사용되는 것 중에는 고단백 음료, 운동 전 혼합물, BCAA(분지 사슬 아미노산), 글루타민, 아르기닌, 필수 지방산, 크레아틴, HMB, 유청 단백질, ZMA 및 체중 감량 제품이 있다. 보충제는 단일 성분 제제 또는 "스택" 형태로 판매된다. 이는 시너지 효과를 제공하는 것으로 판매되는 다양한 보충제의 독점적인 혼합이다.

## 같이 보기
- 프로틴 바